# Killradio
Killradio – amerykański zespół punkrockowy założony w 2001 roku w Thousand Oaks w Kalifornii, zaliczany czasem do nurtu pop punku. W 2009 roku został rozwiązany.
Zespół stał się znany dzięki utworowi "Scavenger", który był użyty przez firmę EA Games przy tworzeniu gry Need for Speed: Underground 2.

## Dyskografia
- Off With His Head (EP)      (2003)
- Raised On Whipped Cream (2004)
- Good Americans (EP        (2008)